# Alfred Józef Potocki
El conde Alfred Józef Potocki (29 de julio de 1817 o 1822, Łańcut - 18 de mayo de 1889, París) fue un noble polaco (szlachcic), terrateniente, monárquico liberal-conservador austriaco y primer ministro.

## Biografía
Era el hijo del conde Alfred Wojciech Potocki y de la princesa Józefina Maria Czartoryska. Nació en el seno de una prominente familia noble de origen polaco, aunque era súbdito del Imperio austriaco, y heredó la finca (ordynat) Łańcut de su padre. Su abuelo fue el escritor Jan Potocki, conocido por su novela "El manuscrito encontrado en Zaragoza". El 18 de marzo de 1851 en Sławuta, contrajo matrimonio con la princesa Maria Klementyna Sanguszko, heredera de la prominente familia principesca Sanguszko. Tuvo dos hijos, Roman Potocki nacido en 1852 y Józef Potocki nacido en 1862.
Alfred Józef Potocki es conocido por construir el magnífico Palacio de Potocki, una gran residencia en Lviv. En 1873 cofundó la Academia Polaca de Artes y Ciencias en Cracovia. Operó una destilería familiar, que hoy es conocida como Polmos Łańcut.

## Carrera política
Fue un miembro del Sejm Nacional de Galitzia entre 1863 y 1889 y Mariscal del Sejm entre 1875 y 1877. Entre 1875 y 1883 fue gobernador de Galitzia.
En 1848 se convirtió en miembro de la cámara baja del Parlamento Imperial (Reichsrat), la Cámara de Diputados (Abgeordnetenhaus), y en 1861 de la cámara alta, la Cámara de los Señores (Herrenhaus). Sirvió en el cuerpo diplomático y fue ministro de Agricultura de Austria entre el 30 de diciembre de 1867 y el 15 de enero de 1870, pero abandonó el cargo debido a la minoritaria visión federalista en el gabinete. El 12 de abril se convirtió en el 5.º Ministro-Presidente de Cisleitania y simultáneamente en ministro de Defensa. Su mandato incluyó la derogación del concordato de 1855. No tuvo éxito en promover el federalismo y fracasó en obtener la cooperación de los checos en el Reichsrat por lo que abandonó el cargo el 6 de febrero de 1871, marcando un periodo de breve interregnum conservador bajo el gobierno del conde Karl Sigmund von Hohenwart (1871-1871) que fue igualmente ineficaz en la implementación del federalismo, por lo que el poder volvió de nuevo rápidamente al liberalismo.

## Condecoraciones
- Orden del Toisón de Oro
- Orden de la Corona de Hierro
- Orden de San Esteban
- Orden de Carol III